# یوسیپ کاتالینسکی
یوسیپ کاتالینسکی (انگلیسی: Josip Katalinski; ۱۲ مهٔ ۱۹۴۸ – ۹ ژوئن ۲۰۱۱) بازیکن و مربی فوتبال اهل یوگسلاوی بود.
از باشگاه‌هایی که در آن بازی کرده‌است می‌توان به باشگاه فوتبال نیس، باشگاه فوتبال ژلیزنیچار سارایوو، و باشگاه فوتبال سارایوو اشاره کرد.
وی همچنین در تیم ملی فوتبال یوگسلاوی بازی کرده‌است.